# (1846) Bengt
(1846) Bengt – planetoida z grupy pasa głównego asteroid okrążająca Słońce w ciągu 3 lat i 210 dni w średniej odległości 2,34 au Została odkryta 24 września 1960 roku w Obserwatorium Palomar w programie Palomar-Leiden-Survey. Nazwa planetoidy pochodzi od imienia duńskiego astronoma Bengta Strömgrena i została nadana z okazji jego 70. urodzin. Przed nadaniem nazwy planetoida nosiła oznaczenie tymczasowe (1846) 6553 P-L.